# Bae
Bae, também escrito às vezes como Pae ou Pai, é um nome de família coreano. O censo sul-coreano de 2000 encontrou 372.064 pessoas com esse sobrenome, o que equivale a ligeiramente menos de 1% da população.
裵 é a forma em hanja mais comum para o nome. Existe ainda a alternativa, 裴, uma variante do anterior sem a "haste" no topo. Uma pergunta comum quando as pessoas que compartilham este sobrenome encontram-se é: "Será que a sua pera (também pronunciado 'Bae') têm uma haste ou não?"

## Lista de pessoas notáveis
- Bae Doona (배두나, nascida em 1979), modelo e atriz sul-coreana
- Pae Gil-su (배길수, nascido em 1972), ginasta norte-coreano
- Bae Jeong-min (배정민, nascida em 1975), dubladora sul-coreana
- Bae Jong-ok (배종옥, nascida em 1964), atriz sul-coreana
- Bae Seul-ki (배슬기, nascida em 1986), cantora pop sul-coreana
- Bae Soo-bin (배수빈, nascido em 1976), ator sul-coreano
- Pae Tal-jun (배달준, nascido em 1936), político de alto escalão norte-coreano
- Bae Yong-joon (배용준, nascido em 1972), ator sul-coreano
- Bae Yong-kyun (배용균, nascido em 1951), cineasta sul-coreano
- Bae Young-soo (배영수, nascido em 1981), beisebolista sul-coreano
- Bae Hae-min (배해민, nascido em 1988), futebolista sul-coreano
- Bae Ki-jong (배기종, nascido em 1983), futebolista sul-coreano
- Bae Suzy (배수지, nascida em 1994), atriz e cantora sul-coreana, ex-integrante do girl group Miss A
- Bae Sang-moon (배상문, nascido em 1986), golfista sul-coreano
- Bae Joo-hyun (배주현, nascida em 1991), mais conhecida como Irene, integrante do girl group Red Velvet
- Bae Woo-hee (배우희, nascida em 1991), integrante do girl group Dal Shabet
- Bae Jin-young (배진영, nascido em 2000), integrante do boy group Wanna One
- Bae Joonyoung (배준영, nascido em 1997), integrante do boy group The Boyz